# Hubertus Kilian
Hubertus Kilian (* 9. März 1827 in Jettenbach; † 14. Oktober 1899 in Eßweiler) war Wandermusikant. Er spielte Flöte und Posaune und gilt als einer der Pioniere des Westpfälzer Wandermusikantentums, da er als einer der ersten Wandermusikanten fremde Kontinente bereiste.

## Biografie
Hubertus Kilian war der Sohn von Daniel und Margarethe Kilian, geborene Wenz. Sein Vater war Küfer. Seine erste Reise als Musikant führte ihn im Alter von 9 Jahren im Jahre 1836 nach Frankreich. 1839 sowie 1845/46 zog er mit Michael Gilcher durch Spanien. Von 1846 bis 1852 bereiste er England und Schottland und war unter anderem in Liverpool und Edinburgh. 1852 diente er beim Infanteriebataillon in Kaiserslautern. 
1858 stellte er eine Kapelle für eine Reise nach Australien zusammen. Nach einer 86-tägigen Seereise von Liverpool aus über das Kap der guten Hoffnung erreichte Kilian und seine Kapelle am 3. August 1858 Melbourne. Australien erlebte zu dieser Zeit einen wirtschaftlichen Aufschwung und die Kapelle Kilian erzielte hohe Einnahmen, die durch eine Bankenpleite jedoch wieder verloren gingen. Allein Kilians Verluste betrugen 8000 Mark – damals konnte man sich in der Westpfalz für 3000–5000 Mark ein Haus bauen lassen! In Australien war auch Kilians Ehefrau Phillipine Diehl (* 5. April 1838 in Eßweiler) dabei, während der Reise wurden zwei ihrer insgesamt sieben Kinder geboren.

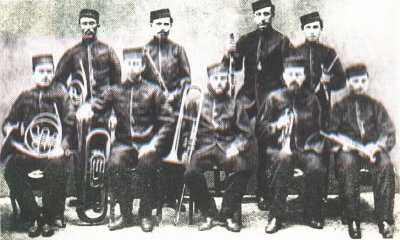
Die Kapelle Kilian in China

Ende 1863 traf er den englischen General Charles George Gordon, der mit einem Hilfskorps nach China unterwegs war und ihn samt Kapelle verpflichtete. Er schickte seine Ehefrau und die Kinder, denen er die weiteren Strapazen nicht mehr zumuten wollte, zurück nach Eßweiler. In Shanghai lernte Kilian den Chinesischen Oberbefehlshaber Li Hung Tschang kennen und wurde zum „Kaiserlich Chinesischen Militärkapellmeister“ ernannt. Er gab mit seiner Kapelle Konzerte im Hotel Europa und spielte bei festlichen Anlässen. Laut seinem Reisetagebuch erzielte die Kapelle zwischen Oktober 1863 und September 1864 Einnahmen von 12.453,75 Dollar. Am 6. Mai 1865 trat die Kapelle die Heimreise an. Mit dem Schiff Aden führte die Route von Shanghai über Hongkong, Singapur, Benang, Ceylon, durchs Rote Meer nach Suez, dann mit der Bahn nach Kairo und Alexandria, und wieder weiter mit dem Schiff Ceylon über Malta, Sizilien, Sardinien und Korsika nach Marseille, wo er am 4. Juli ankam, und dann nach Eßweiler.
In Eßweiler eröffnete Kilian ein Gasthaus und unternahm eine kurze Reise nach Spanien und Frankreich. 1870/71 machte er eine Reise in die USA, Stationen waren Boston, New York, Chicago, St. Louis, New Orleans und Houston. 1875 zog es Kilian dann nach Russland, in die Städte Sankt Petersburg, Hapsal, Wilna und Warschau.

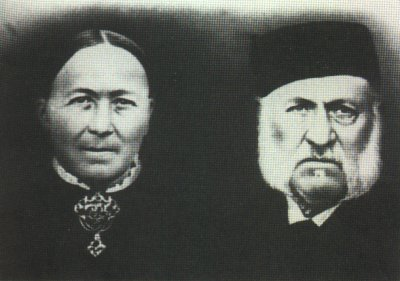
Hubertus und Phillipine Kilian

Am 12. Juni 1880 machte sich Kilian mit seinen Söhnen Eduard und Rudolph erneut auf den Weg nach Australien, sie erreichten Adelaide am 19. Juli und reisten weiter nach Melbourne, um die Eröffnung der Weltausstellung mitzuerleben. Er gab Konzerte im Rahmen der Weltausstellung und brachte dem Violinvirtuosen August Wilhelmj ein Ständchen. 1884 kam auch sein Sohn Eugen nach Australien nach. 1887 löste sich Kilians Kapelle in Australien auf, weil einige Mitglieder vom Goldrausch ergriffen wurden und in Australien ihr Glück versuchen wollten. Auch sein Sohn Eduard blieb in Australien und war dort als Theatermusiker tätig. Nach der Rückkehr unternahm Kilian keine weiteren Reisen mehr und führte bis zu seinem Tod im Jahr 1899 zusammen mit seiner Frau die Gastwirtschaft.
Hubertus Kilian, der auch „Bertes“ genannt wurde, komponierte selbst Musikstücke, die er mit seinen Kapellen spielte. Erhalten hat sich unter anderem die „Pan Kin Pang Polka“, die auf seinen Aufenthalt in China zurückgeht. Er sprach französisch und englisch und verstand spanisch und italienisch. Kilian und seine Ehefrau Phillipine hatten sieben Kinder:
- August Kilian (* 3. September 1859 in Melbourne; † 21. Februar 1934 in Offenburg)
- Marie Kilian (* 10. August 1861 in Melbourne; † 13. April 1894 in Eßweiler)
- Eduard Kilian (* 7. Mai 1866 in Eßweiler; † unbekannt), blieb 1887 in Australien und war am Melbourner Theater tätig.
- Rudolf Kilian (* 26. September 1867 in Eßweiler; † 26. April 1940 in Brooklyn)
- Eugen Kilian (* 27. Juli 1872 in Eßweiler; † 1. Juni 1920 in Elmhurst, USA)
- Hermine Kilian (* 19. Oktober 1874 in Eßweiler; † 26. April 1937 in Eßweiler)
- Adolph Kilian (* 29. Juli 1877 in Eßweiler; † 23. Juli 1959 in Hampstead)